# Türk Telekom Basketbol Kulübü 2018-2019
Questa voce raccoglie le informazioni riguardanti il Türk Telekom Basketbol Kulübü nelle competizioni ufficiali della stagione 2018-2019.

## Stagione
La stagione 2018-2019 del Türk Telekom Basketbol Kulübü è la 26ª nel massimo campionato spagnolo di pallacanestro, la Basketbol Süper Ligi.
All'inizio della nuova stagione la Federazione decise di modificare il regolamento riguardo al numero di giocatori stranieri consentiti per ogni squadra che così venne ridotto a cinque.

## Roster
Aggiornato al 9 novembre 2024.
| Türk Telekom 2018-19 | Türk Telekom 2018-19 |
| Giocatori            | Staff tecnico        |
| -------------------- | -------------------- |

| N. | Naz.                                        | Ruolo | Nome              | Anno | Alt.   | Peso   |  |
| -- | ------------------------------------------- | ----- | ----------------- | ---- | ------ | ------ |  |
| 1  | Stati Uniti (bandiera) · Austria (bandiera) | AP    | Sylven Landesberg | 1990 | 198 cm | 95 kg  |  |
| 5  | Stati Uniti (bandiera)                      | G     | Reggie Redding    | 1988 | 195 cm | 95 kg  |  |
| 6  | Turchia (bandiera)                          | AP    | Polat Kaya        | 1986 | 198 cm | 98 kg  |  |
| 7  | Turchia (bandiera)                          | P     | Can Akın          | 1983 | 190 cm | 83 kg  |  |
| 9  | Turchia (bandiera)                          | PG    | Yunus Sonsırma    | 1992 | 192 cm | 86 kg  |  |
| 10 | Turchia (bandiera)                          | P     | Ender Arslan      | 1983 | 190 cm | 82 kg  |  |
| 14 | Turchia (bandiera)                          | C     | Kaya Peker (C)    | 1980 | 207 cm | 110 kg |  |
| 15 | Turchia (bandiera)                          | AP    | Serhat Çetin      | 1986 | 197 cm | 95 kg  |  |
| 17 | Turchia (bandiera)                          | AG    | Metin Türen       | 1994 | 207 cm | 102 kg |  |
| 21 | Turchia (bandiera)                          | AG    | Nusret Yıldırım   | 1989 | 203 cm | 105 kg |  |
| 22 | Stati Uniti (bandiera)                      | AG    | Kenny Gabriel     | 1989 | 206 cm | 99 kg  |  |
| 44 | Stati Uniti (bandiera)                      | P     | T.J. Campbell     | 1988 | 175 cm | 83 kg  |  |
| 91 | Serbia (bandiera)                           | C     | Vladimir Štimac   | 1987 | 211 cm | 116 kg |  |

| Allenatore |
| - Burak Gören                                                                                                 |
| Assistente/i                                                                                                  |
| - Özgür Adıgüzel - İlter Türkmen - Candost Volkan Legenda - (C) Capitano - (IN) Inattivo - Infortunato Roster |

## Mercato

### Sessione estiva
| Acquisti | Acquisti          | Acquisti      | Acquisti   | Acquisti |
| R.a      | Nome              | da            | Modalità   |          |
| -------- | ----------------- | ------------- | ---------- | -------- |
| P        | Yunus Sonsırma    | Eskişehir     | svincolato |          |
| G        | Reggie Redding    | Bayern Monaco | svincolato |          |
| AP       | Sylven Landesberg | Estudiantes   | svincolato |          |
| AG       | Kenny Gabriel     | Panathīnaïkos | svincolato |          |
| AG       | Metin Türen       | Karşıyaka     | svincolato |          |
| C        | Vladimir Štimac   | Anadolu Efes  | svincolato |          |

| Cessioni | Cessioni       | Cessioni      | Cessioni       | Cessioni |
| R.       | Nome           | a             | Modalità       |          |
| -------- | -------------- | ------------- | -------------- | -------- |
| P        | Ulaş Peker     | TED Ankara    | fine contratto |          |
| G        | Recep Doğrusöz | Bursaspor     | fine contratto |          |
| AP       | Osman Uğurtürk | Mamak         | fine contratto |          |
| AG       | Sercan Ergin   | Mamak         | fine contratto |          |
| AC       | Orbay Kaya     | Manisa        | fine contratto |          |
| C        | Darryl Monroe  | Goyang Orions | fine contratto |          |